# Juf
Juf je švýcarská vesnice, část obce Avers v kantonu Graubünden.

## Poloha
Nachází se v nadmořské výšce 2 124 m, vysoko nad hranicí stromů, a je nejvýše položenou vesnicí ve Švýcarsku, kde celoročně žije asi 30 lidí z šesti rodin Walserů. Leží na dně údolí Avers, asi 5 km od níže položeného Pürtu, kde se nachází hranice lesa. Kromě několika obytných domů je zde hostinec, několik rekreačních domů, turistický kemp a pošta.
Díky své mimořádné nadmořské výšce je obec často výchozím bodem pro cyklistické nebo pěší túry do průsmyků Septimer, Splügen, Julier a San Bernardino, do Maloja, Bivio nebo Bergell. V zimě je Juf výchozím bodem pro lyžařské túry. Kromě dvou lyžařských vleků u Juppy není v údolí žádné turistické zázemí.
Je to pravděpodobně jedno z nejchladnějších obydlených míst ve Švýcarsku, kde se i v létě vyskytuje sníh.
Historicky se jedná o nejvýše položenou vesnici v Alpách, obydlenou po celý rok, pokud nepočítáme Val Thorens ve výšce 2 300 metrů.
Následuje vesnice Trepalle, část obce Livigno v Itálii, s výškou 2 069 metrů a obec Saint-Véran (Hautes-Alpes) ve Francii s výškou 2 042 metrů, nejvyšší samostatná obec v Evropě.
V Evropě se výše umístěné vesnice nacházejí na Kavkaze.

## Doprava
V Jufu končí kantonální silnice z obce Avers, a je zde tedy i konečná pro silniční dopravu. Do Jufu jezdí osmkrát denně poštovní autobus Postauto.

## Fotogalerie

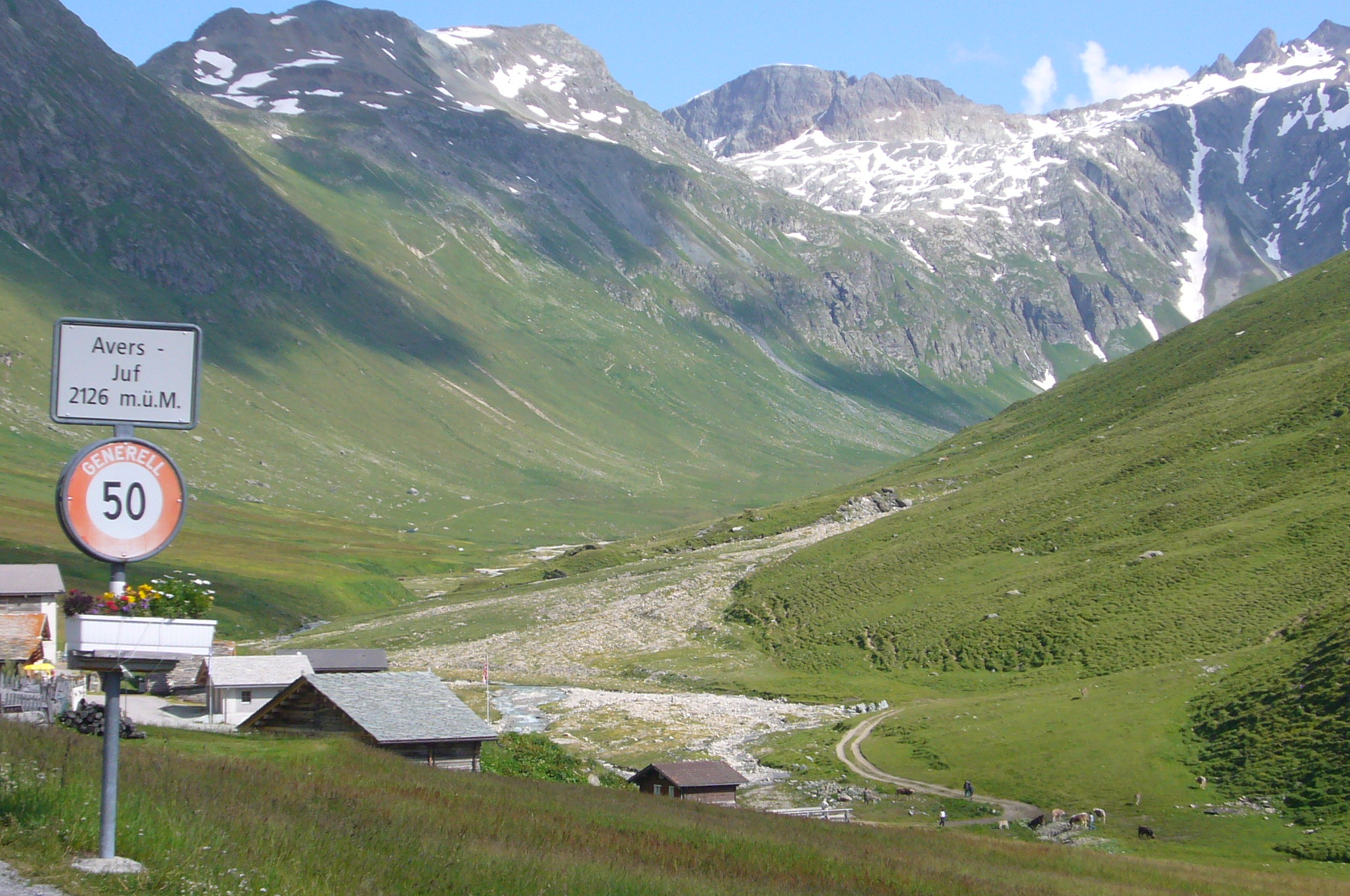
pohled na Juf
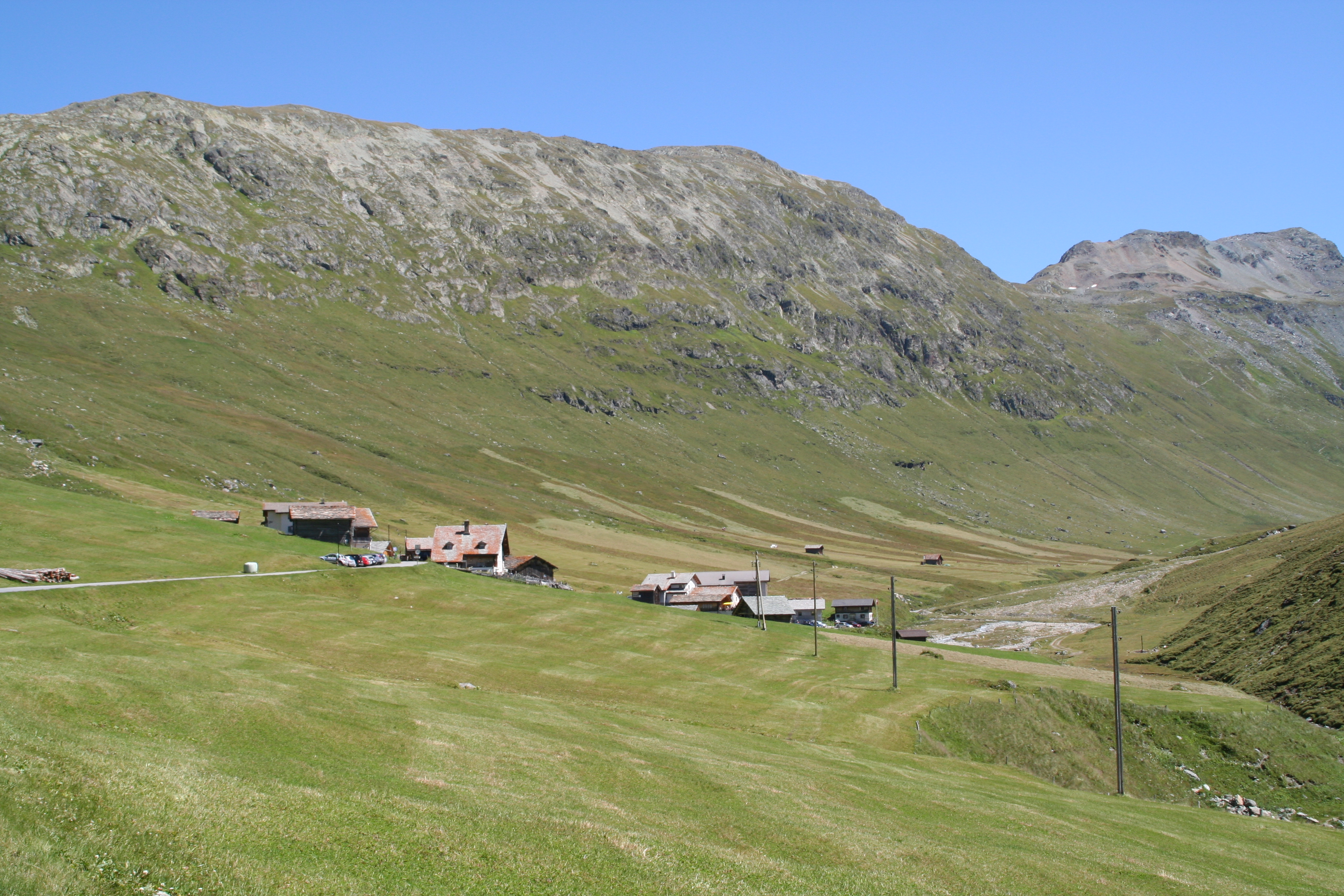
pohled na Juf
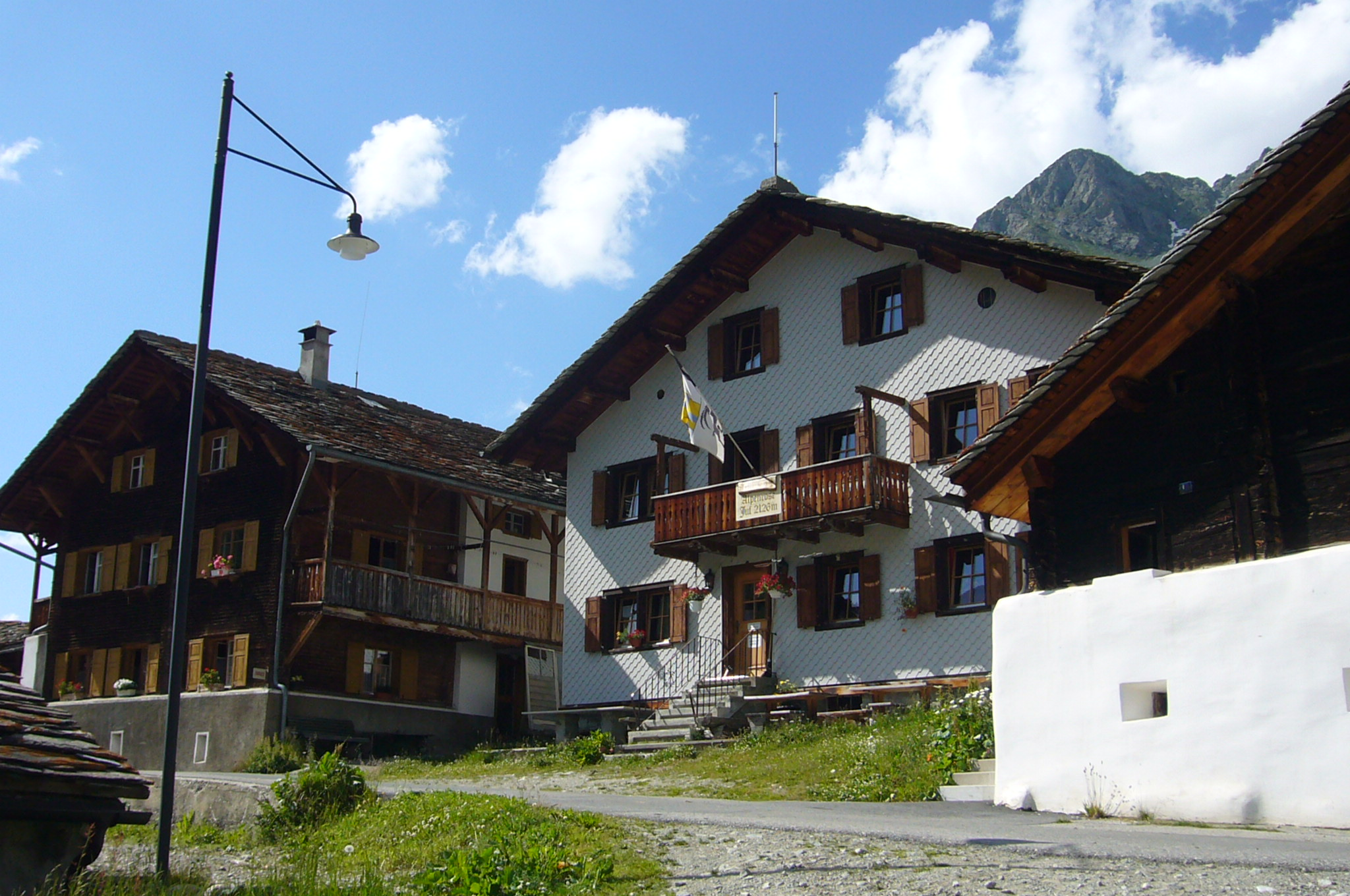
kiosek v obci Juf
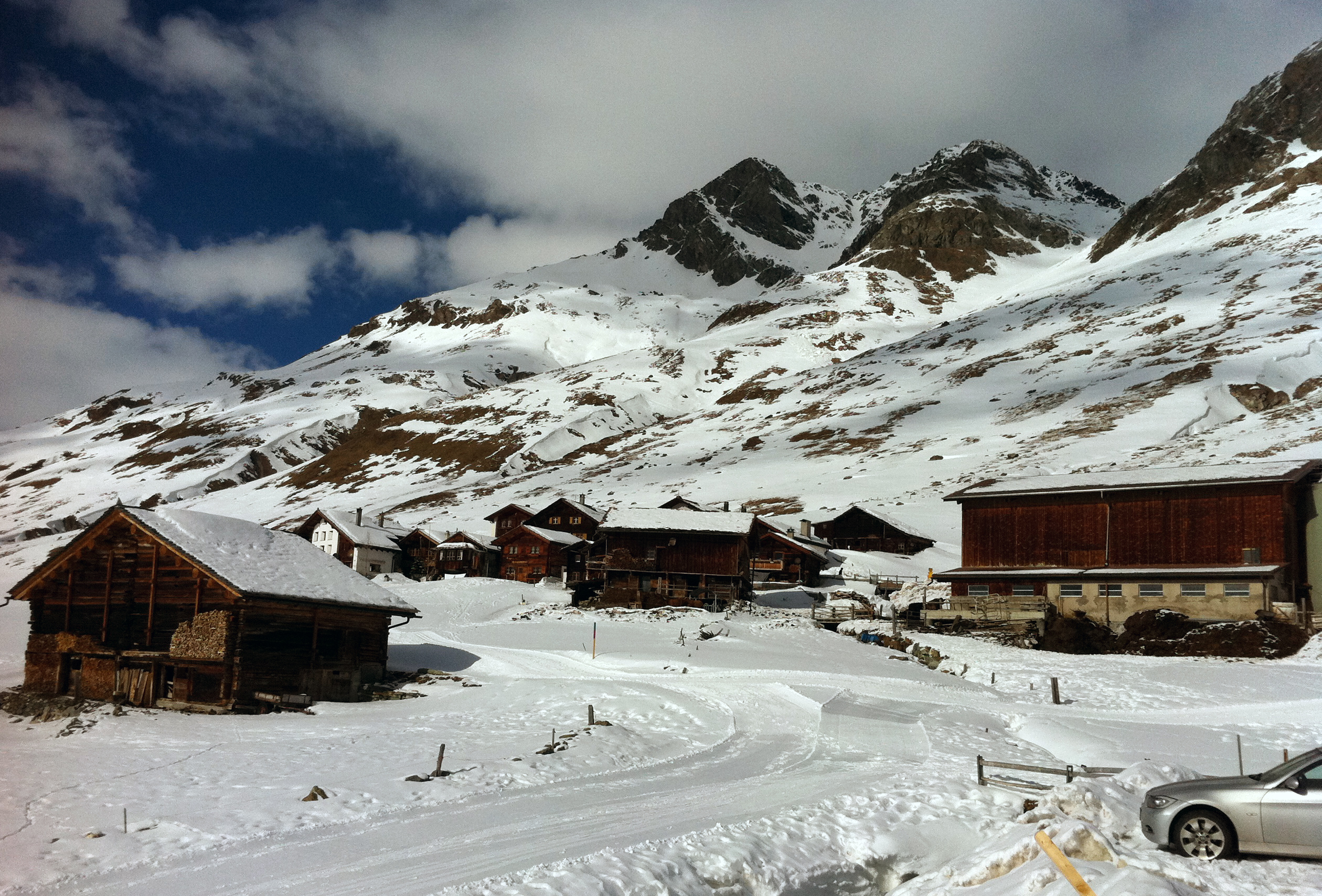
Zimní Juf